# Kanadská ženská hokejbalová reprezentace
Kanadská hokejbalová reprezentace žen je výběrem nejlepších kanadských hráček v hokejbale.  Od roku 2007 se účastnila mistrovství světa v hokejbale žen v Ratingenu, kde vyhrála zlatou medaili. Největším úspěchem kanadských žen jsou 3 zlaté medaile 2007, 2009, a 2013.

## Účast namistrovstvísvěta
| MS      | Místo konání           | Umístění |
| ------- | ---------------------- | -------- |
| MS 2007 | Německo (Ratingen)     | . místo  |
| MS 2009 | Česko (Plzeň)          | . místo  |
| MS 2011 | Slovensko (Bratislava) | . místo  |
| MS 2013 | Kanada (St. John's)    | . místo  |
| MS 2015 | Švýcarsko (Zug)        | . místo  |
| MS 2017 | Česko (Pardubice)      | . místo  |